# Tino Scotti
Ernesto Scotti, detto Tino (Milano, 16 settembre 1905 – Tarquinia, 16 ottobre 1984), è stato un attore e comico italiano.

## Biografia
Nacque da Margherita Scotti, cantante lirica, e da un messicano da lei incontrato in tournée, che il figlio non conobbe mai. Dopo aver giocato come calciatore nelle giovanili dell'Inter, nell'Arona, nella Trevigliese e nel Fanfulla, registrato come Ernesto, Scotti iniziò la sua carriera come caricaturista e pittore di strada, ma trovò infine la sua strada come attore di teatro, prendendo parte a spettacoli di varietà e di teatro di rivista. Dotato di memoria e capacità oratorie, si contraddistinse per la velocità e la precisione delle sue parlate, sempre convulse e frenetiche, ma mai incomprensibili. Per questo motivo, Achille Campanile lo rinominò Tino "Scatti". Frequenti le partecipazioni a programmi radiofonici di varietà e di prosa, dalla fine degli anni trenta, presso gli studi dell'EIAR e Rai, tra cui il varietà settimanale Rosso e nero.
Come caratterista inventò due personaggi destinati a segnarne il successo: il cavaliere, con il famoso motto "ghe pensi mi", e il bauscia, emblemi di una milanesità agli antipodi. Se il secondo era uno sbruffone, il primo impersonava il ruolo del gigolò assennato; entrambi erano però lo specchio della personalità dell'attore, di gran classe e mai volgare. Nel 1952 commentò con la sua voce le comiche riunite nel film Ridolini e la collana della suocera, con Larry Semon. Molto noti i suoi Carosello del confetto Falqui, prodotto farmaceutico da banco. Ebbe anche successo come attore di prosa, affrontando autori come Shakespeare (Pene d'amor perdute) e Goldoni (Le baruffe chiozzotte), sotto la regia di grandi nomi come Giorgio Strehler e Franco Enriquez.
Partecipò anche a varie pellicole cinematografiche, soprattutto di genere comico, ed in televisione fu spesso protagonista di trasmissioni di varietà, come Bambole, non c'è una lira, diretta da Antonello Falqui nel 1977. La sua ultima apparizione avvenne nello sceneggiato televisivo ...e la vita continua (1984). 
Ebbe un solo figlio: Giorgio, dalla prima moglie Anna Guzzoni, nata in Svizzera nel 1907, con cui si sposò a Milano nel 1931 e dalla quale divorziò nel 1977. Morì la mattina del 16 ottobre 1984, all'ospedale di Tarquinia in provincia di Viterbo; soffriva da qualche tempo di disturbi cardiocircolatori che si erano aggravati negli ultimi giorni. Riposa nel cimitero di Tarquinia.

## Filmografia parziale

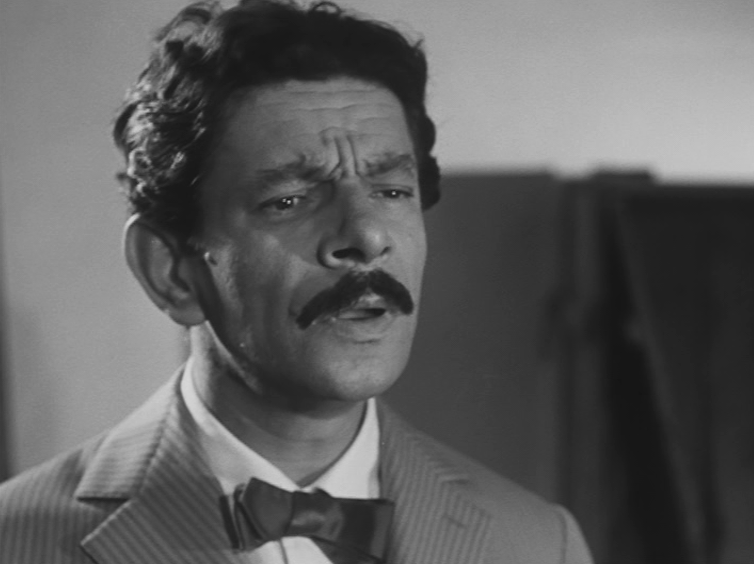
Tino Scotti in Vita da cani (1950)

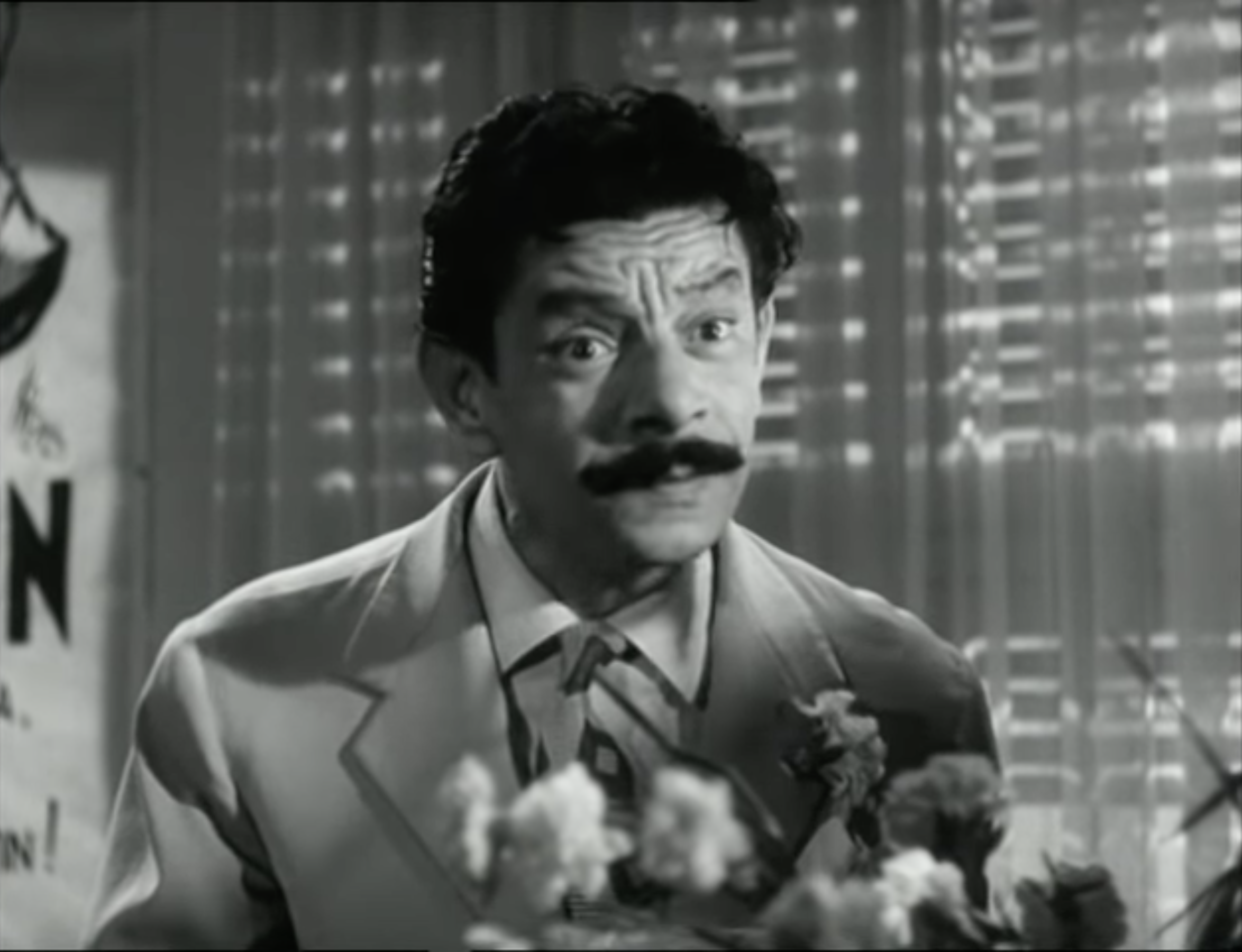
Tino Scotti ne La famiglia Passaguai (1951)

### Cinema
- Il pirata sono io!, regia di Mario Mattoli (1940)
- Non me lo dire!, regia di Mario Mattoli (1940)
- Pazzo d'amore, regia di Giacomo Gentilomo (1942)
- Stasera niente di nuovo, regia di Mario Mattoli (1942)
- Labbra serrate, regia di Mario Mattoli (1942)
- La valle del diavolo, regia di Mario Mattoli (1943)
- Ho tanta voglia di cantare, regia di Mario Mattoli (1943)
- In due si soffre meglio, regia di Nunzio Malasomma (1943)
- L'ultima carrozzella, regia di Mario Mattoli (1943)
- La vispa Teresa, regia di Mario Mattoli (1943)
- Chi l'ha visto?, regia di Goffredo Alessandrini (1945)
- Voglio bene soltanto a te!, regia di Giuseppe Fatigati (1946)
- Avanti a lui tremava tutta Roma, regia di Carmine Gallone (1946)
- Pian delle stelle, regia di Giorgio Ferroni (1946)
- Biraghin, regia di Carmine Gallone (1946)
- Partenza ore 7, regia di Mario Mattoli (1946)
- Vita da cani, regia di Steno e Monicelli (1950)
- È arrivato il cavaliere, regia di Steno e Monicelli (1950)
- Milano miliardaria, regia di Marcello Marchesi e Vittorio Metz (1951)
- La famiglia Passaguai, regia di Aldo Fabrizi (1951)
- Il mago per forza, regia di Marino Girolami, Marcello Marchesi e Vittorio Metz (1951)
- Il tallone d'Achille, regia di Mario Amendola e Ruggero Maccari (1952)
- I morti non pagano tasse, regia di Sergio Grieco (1952)
- Ridolini e la collana della suocera, registi vari (1952)
- Solo per te Lucia, regia di Franco Rossi (1952)
- Fermi tutti... arrivo io!, regia di Sergio Grieco (1953)
- Se vincessi cento milioni, regia di Carlo Campogalliani e Carlo Moscovini (1953)
- Ridere! Ridere! Ridere!, regia di Edoardo Anton (1954)
- Assi alla ribalta, regia di Ferdinando Baldi e Giorgio Cristallini (1954)
- Via col... paravento, regia di Mario Costa (1958)
- Valeria ragazza poco seria, regia di Guido Malatesta (1958)
- La sceriffa, regia di Roberto Bianchi Montero (1959)
- Guardatele ma non toccatele, regia di Mario Mattoli (1959)
- Destinazione Sanremo, regia di Domenico Paolella (1959)
- Crimen, regia di Mario Camerini (1960)
- Gastone, regia di Mario Bonnard (1960)
- Le ambiziose, regia di Antonio Amendola (1961)
- Bellezze sulla spiaggia, regia di Romolo Guerrieri (1961)
- Twist, lolite e vitelloni, regia di Marino Girolami (1962)
- L'assassino si chiama Pompeo, regia di Marino Girolami (1962)
- Il medico delle donne, regia di Marino Girolami (1962)
- Un marito in condominio, regia di Angelo Dorigo (1963)
- Marinai in coperta, regia di Bruno Corbucci (1967)
- Un uomo, una città, regia di Romolo Guerrieri (1974)
- Paolo il freddo, regia di Ciccio Ingrassia (1974)
- Sesso in testa, regia di Sergio Ammirata (1974)
- Todo modo, regia di Elio Petri (1976)

### Televisione
- Non cantare, spara, regia di Daniele D'Anza – miniserie TV (1968)
- Felicita Colombo, regia di Antonello Falqui – miniserie TV (1968)
- I clowns, regia di Federico Fellini – film TV (1970)
- Strategia del ragno, regia di Bernardo Bertolucci – film TV (1970)
- Le cinque stagioni, regia di Gianni Amico – miniserie TV (1976)
- Un uomo curioso, regia di Dino Bartolo Partesano – miniserie TV, originale giallo in tre puntate (1975)
- Bambole, non c'è una lira, regia di Antonello Falqui – varietà TV (1977)
- Madame Bovary, regia di Daniele D'Anza – miniserie TV (1978)
- Un'ora per voi, regia di Sergio Genni – programma TV svizzero (TSI, 1979)
- Buonasera con... Tino Scotti – programma TV (1980)
- Il fascino dell'insolito – serie TV, episodio 1x02 (1980
- " Un'ora per voi " per TV Svizzera, regia di Mauro Macario (1981)
- Tutto Tino Scotti (1983)
- ...e la vita continua, regia di Dino Risi – miniserie TV (1984)
- Il cappello sulle ventitré, regia di Mauro Macario – programma TV (Rai Due, 1984)

Tino Scotti fu anche protagonista nel 1957, di numerosi sketch della rubrica pubblicitaria televisiva Carosello, che pubblicizzavano l'acqua minerale Crodo, e tra il 1958 e il 1974, con Raffaele Giangrande e altri attori via via diversi, il confetto lassativo Falqui.

## Doppiaggio
Da doppiatore ha prestato la voce a:
- Ridolini nelle sonorizzazioni d'epoca delle sue comiche mute

## Programmi radio Rai
- Rosso e nero, 1950/51/52.
- Agenzia Scott di Metz e Marchesi, regia di Riccardo Mantoni, trasmessa il 10 giugno 1954.
- Clandestini d'estate di Bruno Corbucci e Aldo Grimaldi, regia di Maurizio Jurgens (1959)

## Prosa televisiva
- Il terzo marito, regia di Silverio Blasi, trasmessa il 28 gennaio 1955.
- Quel signore che venne a pranzo, regia di Alessandro Brissoni, trasmessa il 20 dicembre 1961.
- Una volta nella vita, regia di Mario Landi, trasmessa il 4 febbraio 1963.